# Guerre civile de Byzance (1321-1328)
Guerres civiles byzantines
La guerre civile de Byzance de 1321 - 1328 consiste en une série de conflits qui opposèrent au cours de la décennie 1320 l’empereur byzantin Andronic II Paléologue à son petit-fils Andronic III pour le contrôle de l’empire. Elle se déroule en trois temps : en 1321, Andronic III fuit la capitale pour se réfugier à Andrinople. Son général, Syrgiannès, conduit l’armée d’Andronic III aux portes de Constantinople et force Andronic II à reconnaître son petit-fils comme coempereur avec juridiction sur la Thrace et certains districts de la Macédoine; l’année suivante, le général Syrgiannès, offusqué de voir Jean Cantacuzène le supplanter dans la faveur d’Andronic III change de camp et convainc Andronic II de reprendre les hostilités. Toutefois après que plusieurs villes des alentours de Constantinople se soient rangées du côté d’Andronic III une nouvelle trêve intervient rétablissant le statu quo; le conflit reprend en 1327 et, après avoir pris Thessalonique, Andronic III et Jean Cantacuzène marchent sur Constantinople où ils obligent Andronic II à transférer le pouvoir à son petit-fils tout en conservant (pour deux ans) son statut d’empereur.
Ce fut la première d’une série de guerres civiles qui s’étendront de 1321 à 1379 et accéléreront le déclin politique et militaire de l’empire : 
1. 1321-1328 : Andronic II Paléologue contre son petit-fils, Andronic III Paléologue ;
2. 1341-1347 : Jean V Paléologue et Jean VI Cantacuzène contre l’impératrice-mère Anne de Savoie, le patriarche de Constantinople Jean XIV Kalékas et le méga dux Alexis Apokaukos ;
3. 1352-1357 : Jean V Paléologue contre Jean VI Cantacuzène ;
4. 1373-1379 : Jean V Paléologue contre son fils Andronic IV Paléologue[N 1].

## Contexte historique
Andronic II Paléologue (r. 1282-1328) était le fils de Michel VIII Paléologue (coempereur de Nicée de 1258 à 1261 et empereur byzantin de 1261 à 1282), lequel avait mis fin à l’Empire latin des croisés en 1261 et rétabli Constantinople comme capitale de l’Empire byzantin. Toutefois, Andronic avait hérité d'un État épuisé par les tentatives de Michel VIII pour rétablir les frontières d’autrefois,. De plus, le trésor public était vide et l'économie asphyxiée par les guerres entre Venise et Gênes qui contrôlaient les mers qui l’entouraient. Enfin, les diverses querelles religieuses qui émaillèrent son règne fragilisèrent encore plus un Empire byzantin déclinant,.
En 1294, Andronic II avait associé son fils Michel (coempereur 1294-1320) au trône; Michel IX était un commandant militaire dévoué et énergique, désireux de restaurer la grandeur de l’empire. Malheureusement, le succès ne vint pas couronner ses efforts et après plusieurs défaites, il dut se retirer à Thessalonique,. Marié à une princesse arménienne, il avait eu quatre enfants dont deux fils, Andronic et Manuel. Son deuxième fils, Manuel fut tué en 1320 par les soldats de son frère aîné qui l’avait confondu avec une autre personne qui courtisait une jeune fille dont Andronic était amoureux. De santé précaire et venant tout juste de perdre sa fille Anne, Michel IX mourut de chagrin le 12 octobre 1320,.
Le fils aîné de Michel IX, Andronic III (r. 1328-1341), avait été couronné coempereur en février 1316 à l’âge de 19 ans. Adolescent frondeur et dépensier, il s’était lourdement endetté auprès de prêteurs génois de Galata et avait de nombreuses aventures amoureuses. Impatient de régner à son tour alors que son grand-père, âgé de 60 ans était déjà sur le trône depuis 40 ans, il voulut avoir sa propre principauté soit en Arménie, le pays de sa mère, soit en Morée ou dans les îles Égéennes. Or après le meurtre de son frère, son grand-père fit savoir qu’il le reniait, ruinant ses espoirs d’accéder un jour au trône, celui-ci revenant selon l’ordre de succession au frère de Michel IX et fils cadet d’Andronic II, le despote Constantin,,. Le jeune Andronic s’entendit alors avec le grand domestique Jean Cantacuzène et reçut l’appui du prince serbe Stefan Uroš II Milutin (r. 1282-1321). Cité à comparaître devant un tribunal de hauts dignitaires en avril 1321, le prince eut la vie sauve mais se vit adresser de violents reproches ; effrayé, il décida de quitter la capitale pour se réfugier à Andrinople où ses partisans vinrent le rejoindre.
C’est ainsi que devait commencer une série de guerres civiles qui affaiblirent encore davantage un Empire byzantin demeuré chancelant depuis sa restauration.

## Premier conflit: 1321

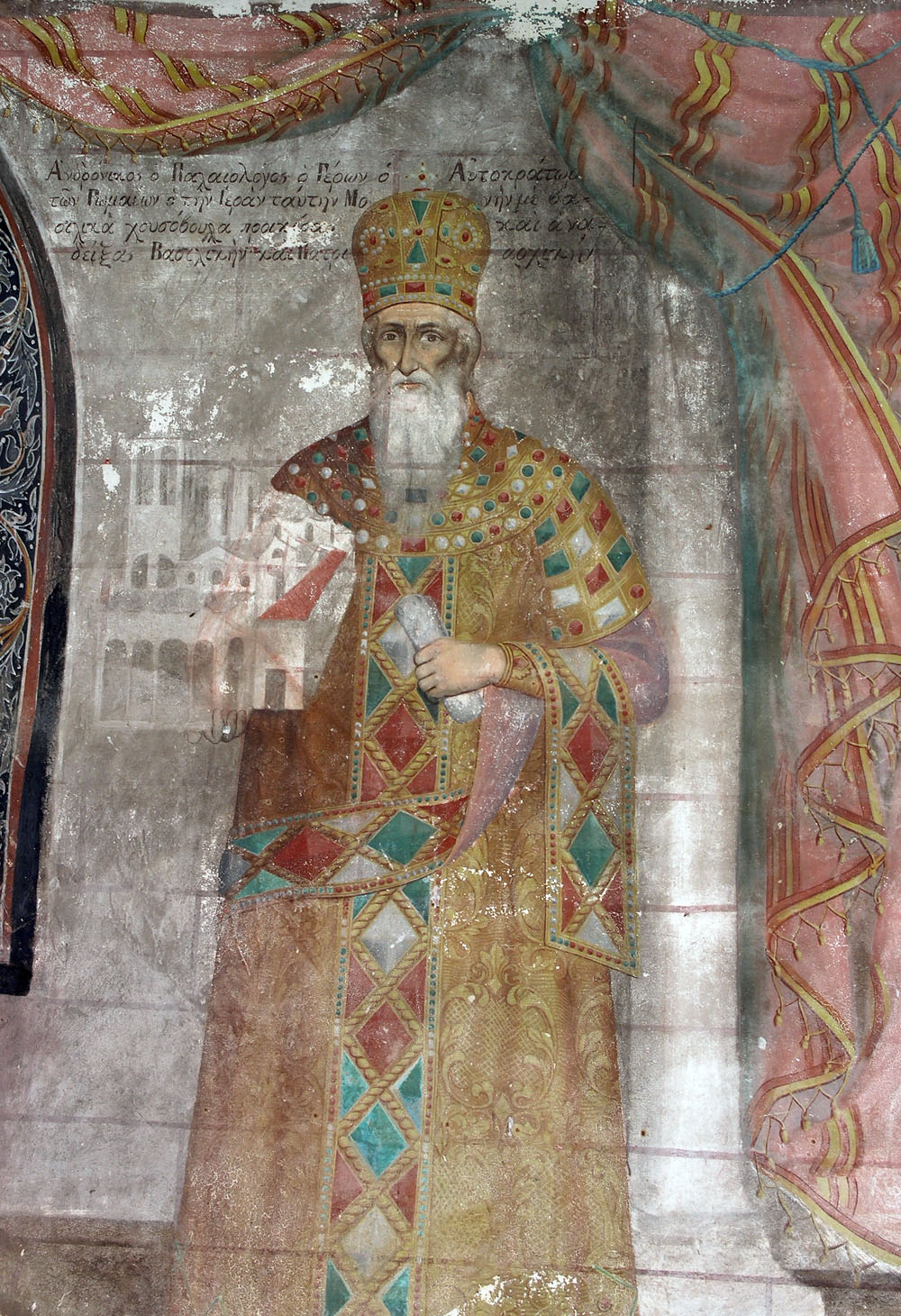
Andronic II Paléologue, d’après une fresque du monastère Saint-Jean-le-Précurseur près de Serrès.

Lorsque le jeune Andronic brandit l’étendard de la révolte, la situation de l’empire ne cessait de péricliter : la moitié septentrionale de la péninsule balkanique demeurait aux mains des Slaves, la plus grande partie du Péloponnèse continuait à appartenir aux Francs (principauté d'Achaïe), la Thrace était dévastée, le contrôle byzantin sur l'Asie mineure réduit aux cités fortifiées. Byzance n’ayant plus de flotte marchande, son approvisionnement dépendait des Vénitiens et des Génois qui ne cessaient de se quereller. Les impôts et taxes augmentaient sans cesse, leur produit servant de tribut pour éloigner Turcs et Catalans,. Il n’est donc pas étonnant que nombreux furent, à la fois dans l’aristocratie et parmi les propriétaires terriens, ceux qui décidèrent d’appuyer le jeune prince qui faisait espérer un avenir meilleur. Parmi ceux-ci se trouvait un de ses amis d’enfance, Jean Cantacuzène, membre important de l’aristocratie, lui-même grand propriétaire terrien en Macédoine, Thrace et Thessalie ainsi qu’un certain Syrgiannès Paléologue, apparenté à la famille impériale par sa mère. Lui et Jean Cantacuzène étaient devenus gouverneurs en Thrace où existait déjà un fort courant hostile au vieil empereur. L’un et l’autre se hâtèrent d’alimenter sur leur territoire la grogne d’une population qui croulait sous les taxes,.
Le jour de Pâques 1321 Andronic III vint les rejoindre. Selon Grégoras, leur premier geste fut d’abolir toutes les taxes dans l’ensemble de la province de Thrace. À la suite de quoi, Syrgiannès marcha sur la capitale où Andronic II, sentant son pouvoir chanceler, se hâta de négocier. Le 6 juin, les deux parties concluaient un accord sur le partage de l’empire : Andronic III conserverait la Thrace et certaines parties de la Macédoine qu’il occupait déjà, alors qu’Andronic II régnerait sur le reste de l’empire, se réservant, en théorie du moins, la politique étrangère,. Jusque-là, le conflit s’était déroulé sans effusion de sang.

## Deuxième conflit: 1322

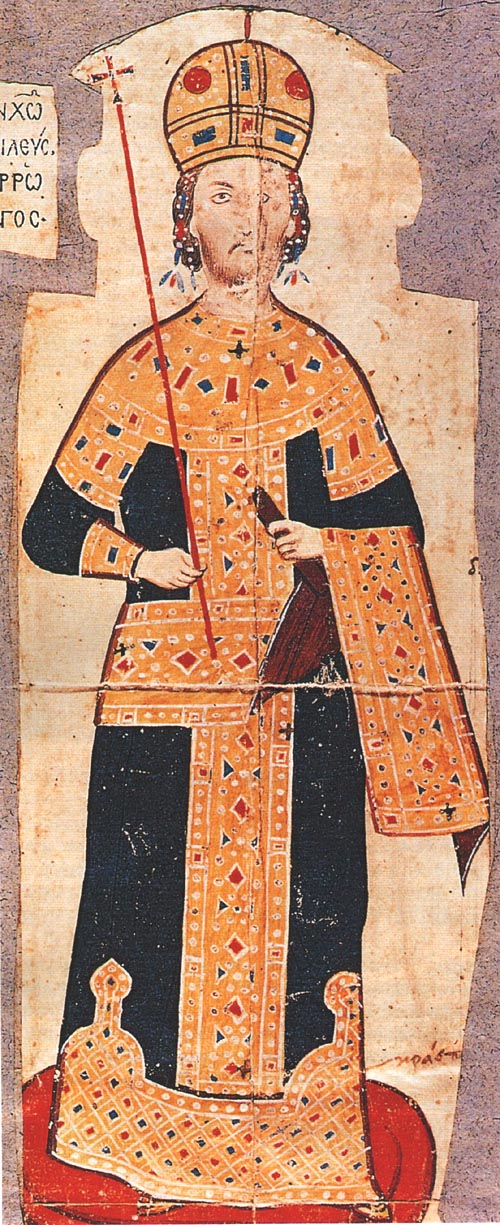
Andronic III Paléologue, d’après une miniature du XIV.

En fait, chacun des deux empereurs menait sa propre politique étrangère, de façon indépendante, voire en opposition contre l’autre. Toutefois, ce qui déclencha le deuxième conflit fut la rivalité qui opposa bientôt Syrgiannès et Cantacuzène, le premier étant jaloux de la faveur que témoignait à son rival le jeune empereur. Prétextant une atteinte à l’honneur de sa femme, il changea de camp en décembre 1321 et poussa Andronic II à reprendre la lutte. Celui-ci accusa alors son petit-fils d’avoir violé leur accord. Le sang devait cette fois couler en Thrace où l’on se battit pendant six mois. Bientôt le jeune Andronic III se trouva à court d’argent pour payer ses troupes et, craignant de devoir rétablir des impôts qu’il avait supprimés, ne dut qu’à la générosité de Cantacuzène et de sa mère de pouvoir lever une troupe de mercenaires. Sa popularité intacte, il put se rallier Thessalonique, puis l’île de Lemnos.
Conscient de l'évolution du rapport de force en faveur de son petit-fils, Andronic II se résolut à un nouvel accord. Abandonnant cette fois l'idée d'un partage de l’empire, il accepta en juillet 1322 non seulement de régner conjointement avec lui sur l’ensemble de l’empire, mais également de désigner celui-ci comme son successeur. De plus Andronic III se voyait gratifié d’un traitement de 36 000 hyperpères et ses troupes payées par l’État.
Furieux de voir le conflit se résoudre par un compromis dont il était exclu, Syrgiannès entreprit de comploter contre Andronic II afin de s’emparer du trône. Ce complot devait toutefois être déjoué et Syrgiannès arrêté et condamné à la prison à vie,. Quant aux deux empereurs, ils respectèrent la trêve pendant cinq ans. Andronic III (r. 1328-1341) fut dûment couronné à Sainte-Sophie le 2 février 1325, mais préféra aller s’installer dans la ville thrace de Didymotika.
Même sans grande effusion de sang, cette guerre civile devait avoir de sérieuses répercussions sur la politique de l’empire. Sur le plan économique, la levée de paysans-soldats pour augmenter les rangs des troupes ainsi que les constants mouvements de celles-ci privaient la terre de bras pour la cultiver, entraînant de sérieuses répercussions sur la production agricole et le commerce. Par ailleurs, l’autorité du gouvernement central en sortait ébranlée et bientôt le gouverneur de Thessalonique, Jean Paléologue, neveu d’Andronic II, décida de faire sécession, allant requérir l’aide du roi des Serbes, Stefan Uroš III Dečanski (r. 1321-1331), lequel serait sans doute venu à son aide si Jean Paléologue n’était mort alors qu’il était à sa cour (1327). Ce désordre à l’intérieur de l’empire laissait le champ libre aux Turcs qui poursuivaient la conquête des derniers territoires byzantins en Asie mineure, s’emparant de Brousse réduite à la famine en 1326, laquelle devint la nouvelle capitale d’Orkan, le fils du fondateur des Osmanlis.

## Troisième conflit: 1327-1328

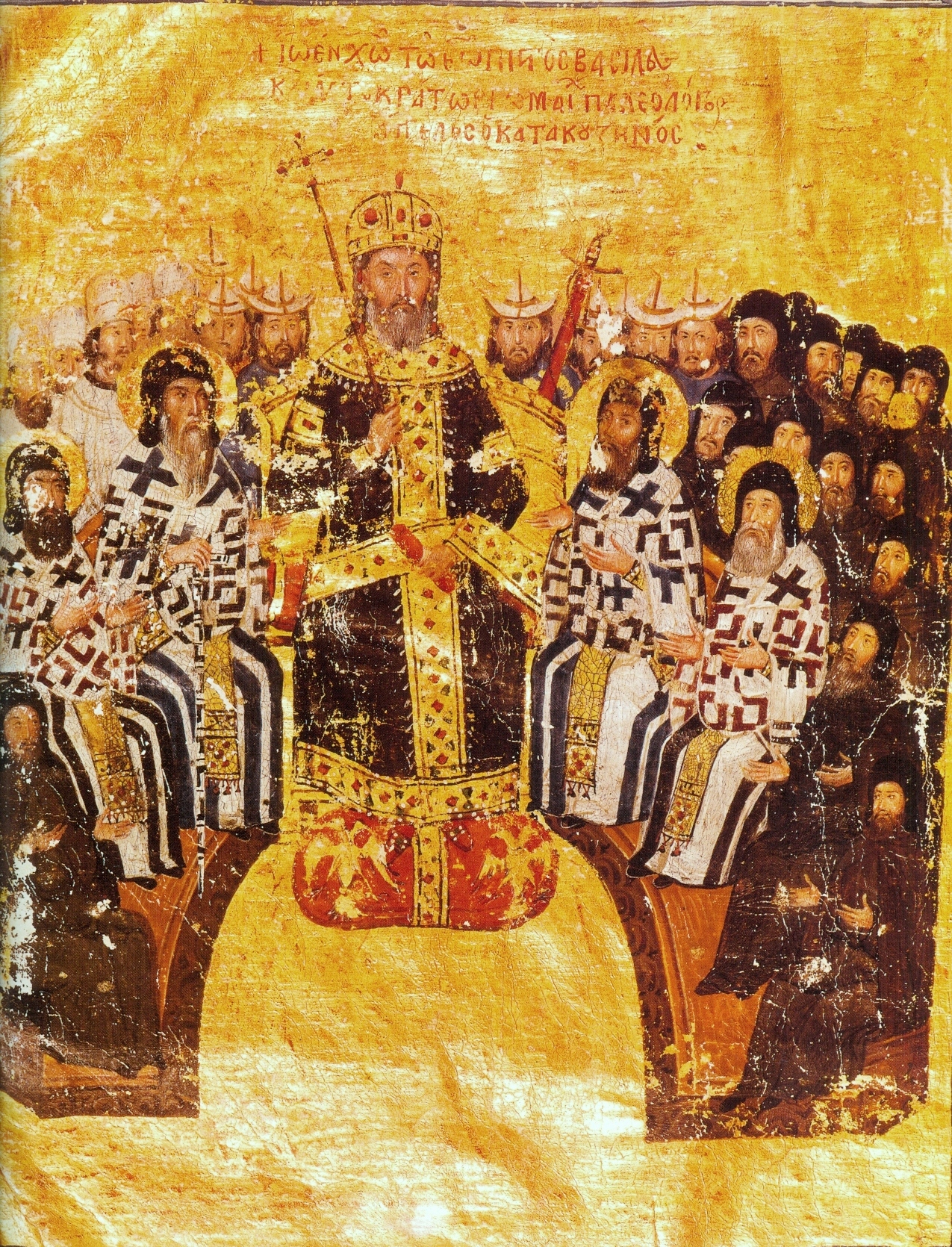
Jean VI Cantacuzène présidant le concile de 1351 (Traités théologiques de Jean VI Cantacuzène, BnF Gr.1242).

Ce qui au départ n’était qu’une guerre civile entre le grand-père et son petit-fils dégénéra lorsque, dans la troisième phase du conflit, les puissances balkaniques intervinrent et le conflit entre la Bulgarie et la Serbie (bataille de Velbajd) s’inséra dans ce qui était demeuré jusque-là un conflit intérieur byzantin.
Stefan Uroš III Dečanski (r. 1321-1331), roi de Serbie était le beau-frère de Michel III Chichman Asen (r. 1323-1330) de Bulgarie, lequel avait épousé sa sœur, Anna Neda, alors qu’il était despote de Vidin. Après la mort de son épouse, Stefan Uroš fut convaincu d’épouser Marie Paléologue, petite-nièce de l’empereur Andronic II. La Serbie se rangeait ainsi du côté de ce dernier dans le conflit l’opposant à son petit-fils.
Pour sa part, Michel III de Bulgarie, dès son accession au trône en 1323 avait déclaré la guerre à l’Empire byzantin, lequel profitant de l’interrègne entre lui et son prédécesseur avait annexé une large bande de terre au sud de la Bulgarie. Cette guerre devait se terminer en 1327 par le traité de Tchernomen négocié entre Michel III et Andronic III à l’abri des espions d’Andronic II, lequel était en fait un traité d’assistance mutuelle contre leurs ennemis réciproques : l’empereur bulgare devait porter assistance à son collègue byzantin, alors que ce dernier devait aider le Bulgare dans sa lutte contre les Serbes. Il était également convenu que si Andronic III devenait seul empereur, il céderait à la Bulgarie plusieurs territoires frontaliers en plus de verser une somme importante.
Rapidement et en dépit de ce traité, Andronic III abandonna la campagne contre la Serbie pour se tourner contre la Bulgarie. Grâce à d’extravagantes promesses et de nombreuses donations, il réussit à soumettre la Macédoine ; en janvier 1328, il se présenta avec Jean Cantacuzène à Thessalonique, la deuxième cité en importance de l’empire où il fut reçu comme véritable basileus. Presque toutes les autres cités et forteresses de Thrace et de Macédoine se rallièrent. Surpris par la victoire soudaine de son « allié », Michel Chichman se tourna vers Andronic II ; une entente fut négociée prévoyant la remise de tous les territoires frontaliers et une importante somme d’argent. Le Bulgare envoya aussi au vieil empereur une garde de trois mille cavaliers sous le commandement d’Ivan le Russe, en théorie pour le protéger, en réalité pour le capturer et devenir maître de Constantinople. Andronic III cependant eut vent de la chose. Le complot échoua et le détachement bulgare dut retourner dans son pays.
Le départ des Bulgares constituait le point de départ du processus qui devait aboutir à l'éviction d’Andronic II. À Constantinople, Venise et Gênes avaient repris les hostilités et une flotte de quarante vaisseaux vénitiens bloquait Galata et l’entrée du Bosphore ; la capitale voyait son approvisionnement bloqué et la famine menaçait, provoquant une hausse spectaculaire des prix. La popularité du vieil empereur diminuait de plus en plus. Le 23 mai 1328, Andronic III et Jean Cantacuzène réussirent à entrer dans la ville. Réveillé en pleine nuit, Andronic II n’eut d’autre choix que de signer son abdication, moyennant quoi il put garder son titre impérial et continuer à habiter le palais des Blachernes. Il devait y rester deux ans avant d’être forcé à se retirer dans un monastère où il vécut sous le nom d’Antoine. C’est là qu’il mourut le 13 février 1332,.

## Suites
En 1328, Andronic III devenait ainsi seul empereur à l’âge de trente-et-un ans, mettant ainsi fin à cette guerre civile. L’empereur prit le commandement de l’armée pendant que Jean Cantacuzène devenait le véritable chef du gouvernement. La tâche était énorme. Au plan intérieur, la situation financière était tragique et l’hyperpère continuait à se dévaluer. Au plan extérieur, la Serbie et la Bulgarie à tour de rôle continuaient à se faire menaçantes pendant que les Turcs dans le sud avançaient inexorablement en Asie, les Génois et les Hospitaliers de l'ordre de Saint-Jean de Jérusalem demeurant maîtres de la Méditerranée,.
Andronic III meurt le 15 juin 1341 sans avoir véritablement préparé sa succession,  contrairement à ses prédécesseurs Michel VIII et Andronic II. Il laissait trois fils, dont l’aîné, Jean, âgé de neuf ans, n’avait pas encore été proclamé ou couronné coempereur. Jean Cantacuzène devenait le régent de fait de l’empire. C’était sans compter l’influence qu’exerçait le patriarche de Constantinople, Jean XIV Kalékas sur l’impératrice-mère Anne de Savoie. Ayant déjà été régent à deux reprises lors d’absences de l’empereur, il entendait revendiquer ce rôle maintenant que l’empereur était mort. Une cabale réunit bientôt l’impératrice, le patriarche et Alexis Apokaukos, secrétaire impérial qui avait remplacé Cantacuzène à ce poste. Sous prétexte de défendre les droits du jeune empereur, Jean V, ils profitèrent de l’absence de Jean Cantacuzène parti en Thrace pour proclamer le patriarche régent, démettre Cantacuzène de ses fonctions et confisquer tous les biens de sa famille. De son côté, Jean Cantacuzène fut proclamé empereur le 26 octobre 1341 à Didymotika : une nouvelle guerre civile allait éclater.

### Sources premières
- Jean Cantacuzène, Histoire, éd. L. Schopen, I, (Corpus Scriptorum Historiae Byzantinae, 1829)
- Nicéphore Grégoras, Byzantina Historia, éd. L. Schopen, I, (Corpus Scriptorum Historiae Byzantinae, 1829)
- Georges Pachymérès, Relations historiques, texte latin avec traduction française de V. Laurent, Paris, A. Fallier, coll. « Corpus Fontae Historiae Byzantinae » (no 24), 1984 (vol. i, ii), 1999 (vol. iii, iv, index, table générale), 2000, 667 p.  (ISBN 978-2-901049-20-3).
- Georges Pachymérès. Introduction au traité des quatre sciences mathématiques (ou quadrivium), (œuvre numérisée par Marc Szwajcer)

### Sources secondaires
- (en) Jordan Andreev et Milcho Lalkov, The Bulgarian Khans and Tsars, Veliko Tarnovo, Abagar, 1996 (ISBN 954-427-216-X)
- (en) Mark C. Bartusis, The Late Byzantine Army: Arms and Society 1204–1453, University of Pennsylvania Press, 1997 (ISBN 0-8122-1620-2)
- (en) Ivan Bozhilov et Vasil Gyuzelev, History of Medieval Bulgaria 7th-14th Centuries, Sofia, Anubis, 1999 (ISBN 954-426-204-0)
- (de) Ursula Victoria Bosch, Kaiser Andronikos III. Palaiologos. Versuch einer Darstellung der byzantinischen Geschichte in den Jahren 1321–1341, Amsterdam, A. M.Hakkert, 1965
- Louis Bréhier, Vie et mort de Byzance, Paris, Albin Michel, 1969 (1re éd. 1946)
- (en) John V. A. Fine, Jr., The Late Medieval Balkans: A Critical Survey from the Late Twelfth Century to the Ottoman Conquest., Ann Arbor, Michigan, University of Michigan Press, 1994 (1re éd. 1987) (ISBN 0-472-08260-4)
- (en) D. J. Geanakoplos, Emperor Michael and the West, 1258-1282: A Study in Late Byzantine-Latin relations, Cambridge (Massachusetts), Harvard University Press, 1959
- (en) Alexander Kazhdan (dir.), The Oxford Dictionary of Byzantium, Oxford et New York, Oxford University Press, 1991 (ISBN 0-19-504652-8)
- (en) Elizabeth Jeffreys (dir.), John Haldon et Robin Cormack, The Oxford Handbook of Byzantine Studies, Oxford University Press, 2009 (ISBN 978-0-19-925246-6)
- Donald M. Nicol, Les derniers siècles de Byzance, 1261-1453, Paris, Les Belles Lettres, 2005 (ISBN 2-251-38074-4)
- (en) Donald MacGillivray Nicol, The Reluctant Emperor: A Biography of John Cantacuzene, Byzantine Emperor and Monk, C. 1295–1383, Cambridge University Press, 1996 (ISBN 978-0-521-52201-4)
- (en) John Julius Norwich, Byzantium, The Decline and Fall, New York, Alfred A. Knopf, 1996 (ISBN 0-679-41650-1)
- Georges Ostrogorsky, Histoire de l’État byzantin, Paris, Payot, 1983 (ISBN 2-228-07061-0)
- (en) Warren Treadgold, A History of the Byzantine State and Society, Stanford, Californie, Stanford University Press, 1997 (ISBN 0-8047-2630-2)